# Forêt de Banne
La forêt de Banne est la forêt recouvrant en partie le plateau karstique qui s'étend au-dessus de Banne dans le département de l'Ardèche.

## Description
La forêt de Banne recouvre les collines de la Bonne Vielle (altitude 430 m), le Serre du Mas (206 m), la Marinière (223 m), la Roumésière (253 m) et  le Plantier (238 m).

## Statut
La forêt de Banne est classée zone naturelle d'intérêt écologique, faunistique et floristique de type I sous le numéro no 07170024.

## Faune

### Mammifères
- Vespertilion à oreilles échancrées, (Myotis emarginatus)
- Pipistrelle de Nathusius, (Pipistrellus nathusii)
- Petit rhinolophe, (Rhinolophus hipposideros)
- Vespère de Savi, (Hypsugo savii)

## Flore
La forêt est une forêt de chênes verts, méso- et supra-méditerranéennes.

On notes les plantes rares et protégées suivantes : Colchique de Naples Colchicum neapolitanum,
Corbeille d'argent à gros fruits Hormathophylla macrocarpa, Violette de Jordan Viola jordanii.